# Steinberg (Leutershausen)

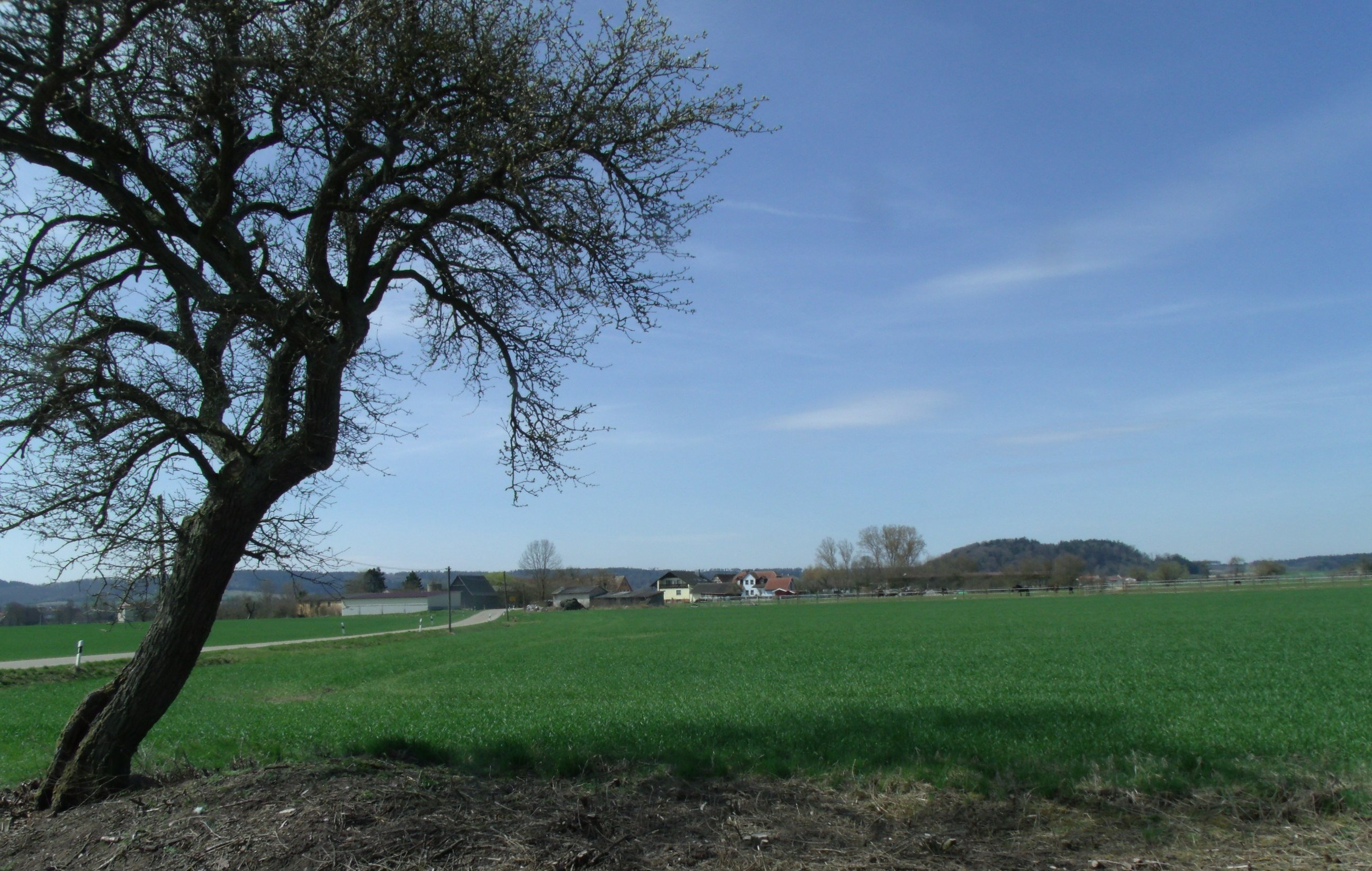
Steinberg

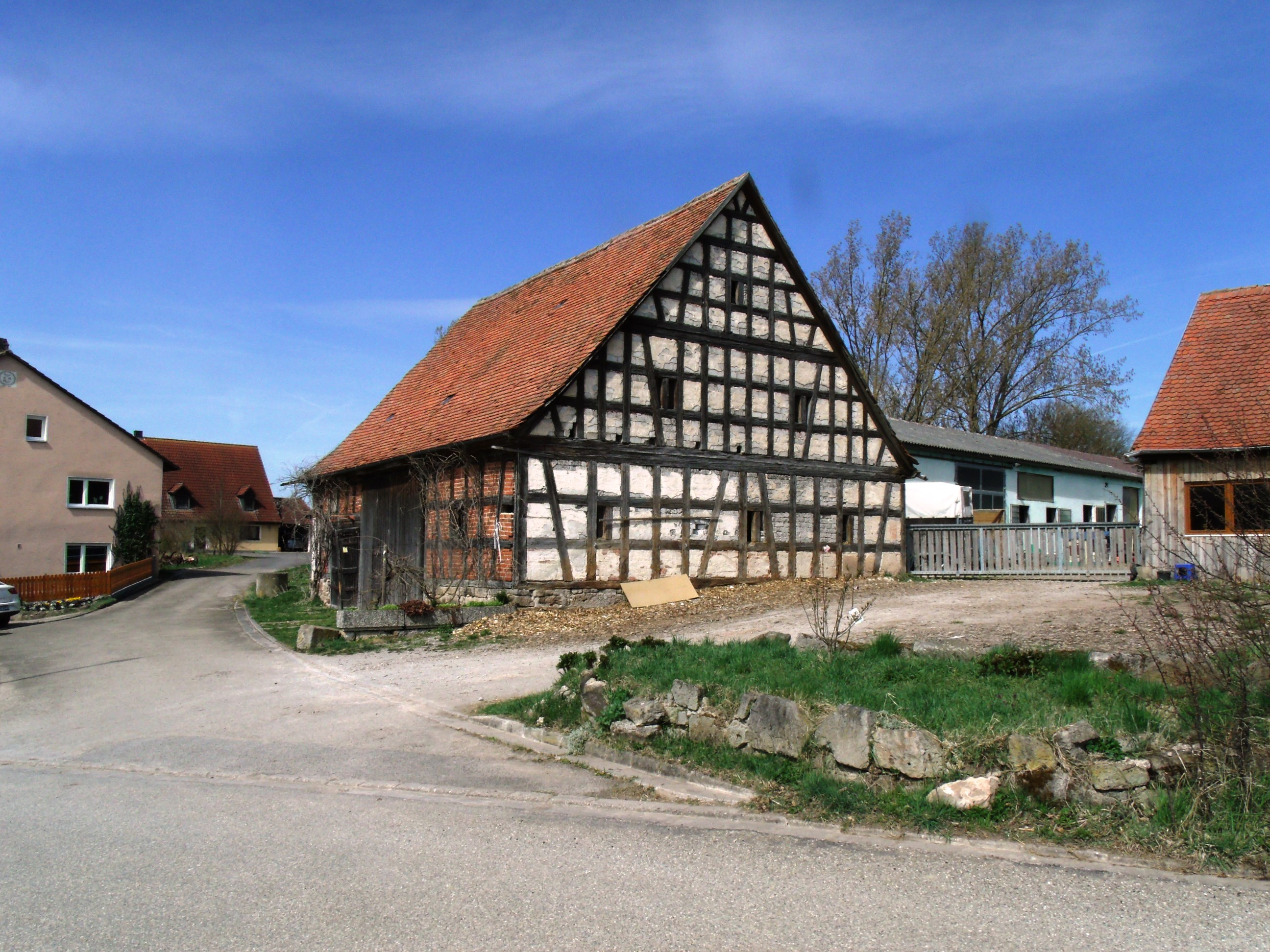
Fachwerkstadel in Steinberg

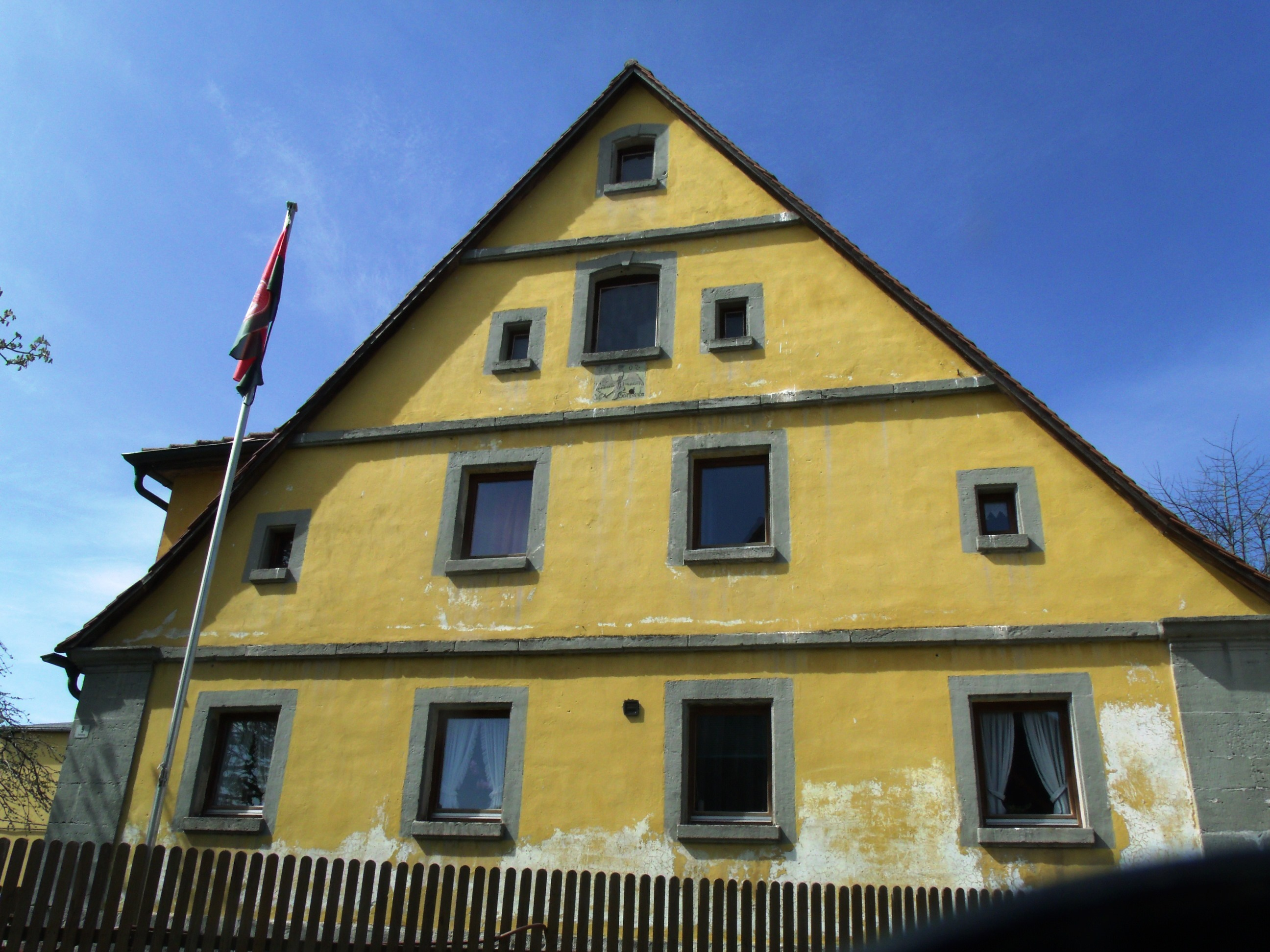
Bauernhaus von 1802

Steinberg ist ein Gemeindeteil der Stadt Leutershausen im Landkreis Ansbach (Mittelfranken, Bayern). Steinberg liegt in der Gemarkung Erlach.

## Geografie
1 Kilometer nördlich des Weilers befindet sich der Steinberg (500 m ü. NHN), an dessen Nordseite der Steinbach dem Erlbacher Mühlbach zufließt. Dieser fließt südlich von Steinberg aus westlicher Richtung nach Osten rechts der Altmühl zu.
Gemeindeverbindungsstraßen führen nach Steinbächlein zur Staatsstraße 2246 (1,7 km nördlich), nach Schwand zur Kreisstraße AN 34 (1,2 km westlich) und über Gutenhard zur Kreisstraße AN 4 (1,5 km südlich).

## Geschichte
Laut einem Verzeichnis des Gumbertusstifts Ansbach von 1342 hatte das Stift sechs Untertanen in Steinberg. Der 16-Punkte-Bericht des markgräflichen Amtes Brunst von 1608 bezeichnet Steinberg und Gutenhard als eine Gemeinde von neun Mannschaften (=Untertanen-Familien), die hinsichtlich aller Rechte dem markgräflichen Stadtvogteiamt Leutershausen unterstanden; vier Mannschaften gehörten zum Ort Steinberg.
Im Dreißigjährigen Krieg heißt es von Steinberg in einem Hofverzeichnis von 1641: „5 Höfe. Ist alles öd und die Erben außer Land.“ 1681 ist wieder von fünf markgräflichen Anwesen in Steinberg die Rede.
Im Abgrenzungsvertrag bezüglich der Fraisch zwischen dem Haus Hohenlohe-Schillingsfürst und Brandenburg-Ansbach von 1710 wurde Steinberg dem Markgrafen zugesprochen.
Am Endes Alten Reiches gab es in dem Ort unverändert fünf Anwesen (vier Höfe und ein Köblergut), die alle in rechtlicher Hinsicht dem ansbachischen Stadtvogteiamt Leutershausen und grundherrschaftlich dem Kastenamt Colmberg untertan waren. Von 1797 bis 1808 unterstand der Ort dem Justizamt Leutershausen und Kammeramt Colmberg.
1806 kam Steinberg an das Königreich Bayern. Im Rahmen des Gemeindeedikts wurde Steinberg dem 1808 gebildeten Steuerdistrikt Brunst und der 1810 gebildeten Ruralgemeinde Erlach zugeordnet.
Der Weiler gehörte gemäß einer Auflistung von 1830 zu einem „die Brünst“ oder „die Brunst“ genannten, seit dem Mittelalter stellenweise gerodeten umfangreichen Waldgebiet zwischen Leutershausen und Kloster Sulz mit dem Hauptort Brunst. Die Brünst war für ihre gute Rinderviehzucht bekannt; ihre 22 Ansiedelungen galten als reich. 1876 wurden in Steinberg 95 Stück Rindvieh und damit fast ein Drittel des Rindviehbestandes der Gemeinde Erlach gehalten.
Die Eingemeindung in die Stadt Leutershausen erfolgte im Zuge der Gebietsreform in Bayern zum 1. Mai 1978.

### Baudenkmal
- Haus Nr. 9: Bauernhaus, eingeschossiger Satteldachbau, Zwerchhaus, mit Gliederung teils in Naturstein, bezeichnet 1802[18]

### Einwohnerentwicklung
| Jahr      | 001818 | 001840 | 001861 | 001871 | 001885 | 001900 | 001925 | 001950 | 001961 | 001970 | 001987 |
| Einwohner | 40     | 45     | 47     | 46     | 43     | 48     | 42     | 60     | 40     | 32     | 34     |
| Häuser    | 6      | 6      |        |        | 7      | 8      | 8      | 7      | 7      |        | 8      |
| Quelle    | [ 20 ] | [ 21 ] | [ 22 ] | [ 16 ] | [ 23 ] | [ 24 ] | [ 25 ] | [ 26 ] | [ 27 ] | [ 28 ] | [ 1 ]  |

## Religion
Steinberg ist seit der Reformation evangelisch-lutherisch geprägt und bis heute nach St. Wenzeslaus (Weißenkirchberg) gepfarrt. Die Einwohner römisch-katholischer Konfession sind nach Kreuzerhöhung (Schillingsfürst) gepfarrt.